# Polymera scelerosa
Polymera scelerosa är en tvåvingeart som beskrevs av Alexander 1948. Polymera scelerosa ingår i släktet Polymera och familjen småharkrankar.
Artens utbredningsområde är Bolivia. Inga underarter finns listade i Catalogue of Life.